# Liste des Premiers ministres du Cap-Occidental
Le Premier ministre du Cap-Occidental est le chef du gouvernement de la province du Cap-Occidental en l'Afrique du Sud.
La fonction a été instituée en 1994. 

## Liste
| N° | Nom                           | Début et fin de mandat           | Parti | Parti                                 |
| -- | ----------------------------- | -------------------------------- | ----- | ------------------------------------- |
| 1  | Hernus Kriel                  | 7 mai 1994 - 11 mai 1998         |       | Parti national                        |
| 2  | Gerald Morkel                 | 11 mai 1998-12 novembre 2001     |       | Parti national/Nouveau Parti national |
| –  | Cecil Herandien (interim)     | 12 novembre 2001-5 décembre 2001 |       | Nouveau Parti national                |
| 3  | Peter Marais                  | 5 décembre 2001-3 juin 2002      |       | Nouveau Parti national                |
|    | Piet Meyer (interim)          | 3 juin 2002-21 juin 2002         |       | Nouveau Parti national                |
| 4  | Marthinus van Schalkwyk       | 21 juin 2002-23 avril 2004       |       | Nouveau Parti national                |
|    | Leonard Ramatlakane (interim) | 23 avril 2004-30 avril 2004      |       | Congrès national africain             |
| 5  | Ebrahim Rasool                | 30 avril 2004-25 juillet 2008    |       | Congrès national africain             |
| 6  | Lynne Brown                   | 25 juillet 2008-6 mai 2009       |       | Congrès national africain             |
| 7  | Helen Zille                   | 6 mai 2009-22 mai 2019           |       | Alliance démocratique                 |
| 8  | Alan Winde                    | 22 mai 2019                      |       | Alliance démocratique                 |